# Portique du Nouvel Ermitage
Le portique du Nouvel Ermitage (en russe : Портик Нoвого Эрмитaжа) est formé par une galerie située devant l'entrée du Nouvel Ermitage, à l'avant de la façade principale (sud) donnant sur la rue Millionnaïa. Jusque dans les années 1920, c'était là que se trouvait l'entrée du musée de l'Ermitage.
Le portique est décoré de 10 figures d'atlantes du sculpteur russe Alexandre Terebeniov, en granit gris de la ville de Serdobol (dénommée aujourd'hui Sortavala). Les atlantes se tiennent debout sur des piédestaux en granite rapakivi et semblent soutenir l'architrave placée au-dessus d'eux. Les autres éléments du portique, pylônes, frises et colonnettes du balcon, sont réalisés en calcaire marbré de Kironov. Lors de la restauration du bâtiment en 2000, ce calcaire a été enduit de plâtre, à la suite de quoi sa couleur naturelle et sa texture ont perdu en qualité.

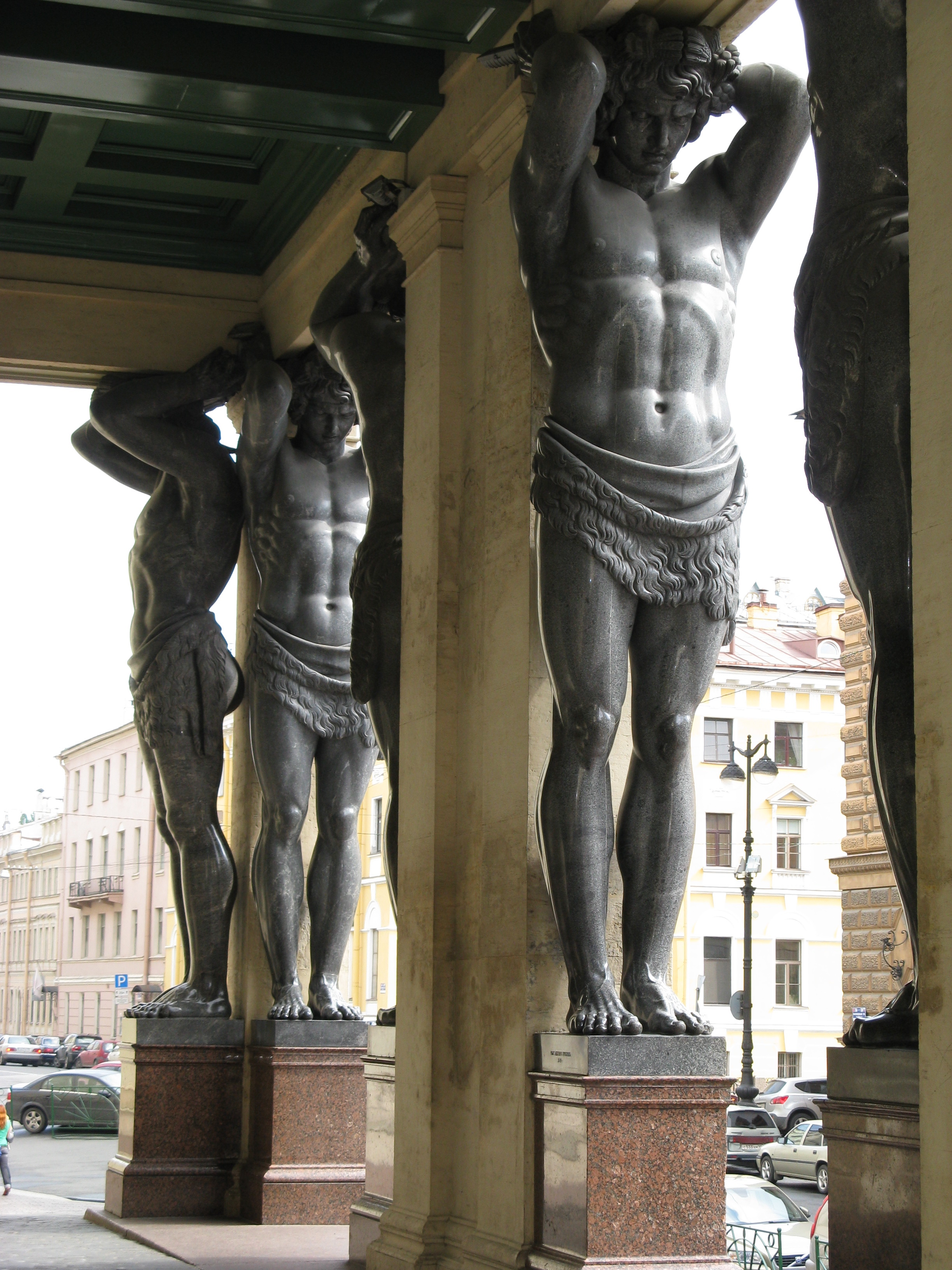
Atlantes-Saint Petersburg-4

Les atlantes de l'Ermitage sont un des symboles de Saint-Pétersbourg. Ils ont inspiré le barde Alexander Gorodnitski (la) dans sa chanson Les atlantes :
« 
Quand ton cœur est lourd

et froid dans ta poitrine,

aux marches de l'Ermitage

viens au crépuscule,

là où sans boire ni manger,

oubliés depuis des siècles,

les atlantes soutiennent le ciel

de leur mains de pierres.

…
Et tu peux espérer vivre

jusque là, aussi longtemps que

les atlantes soutiennent le ciel

dans leurs mains de pierres. »

## Histoire de la construction

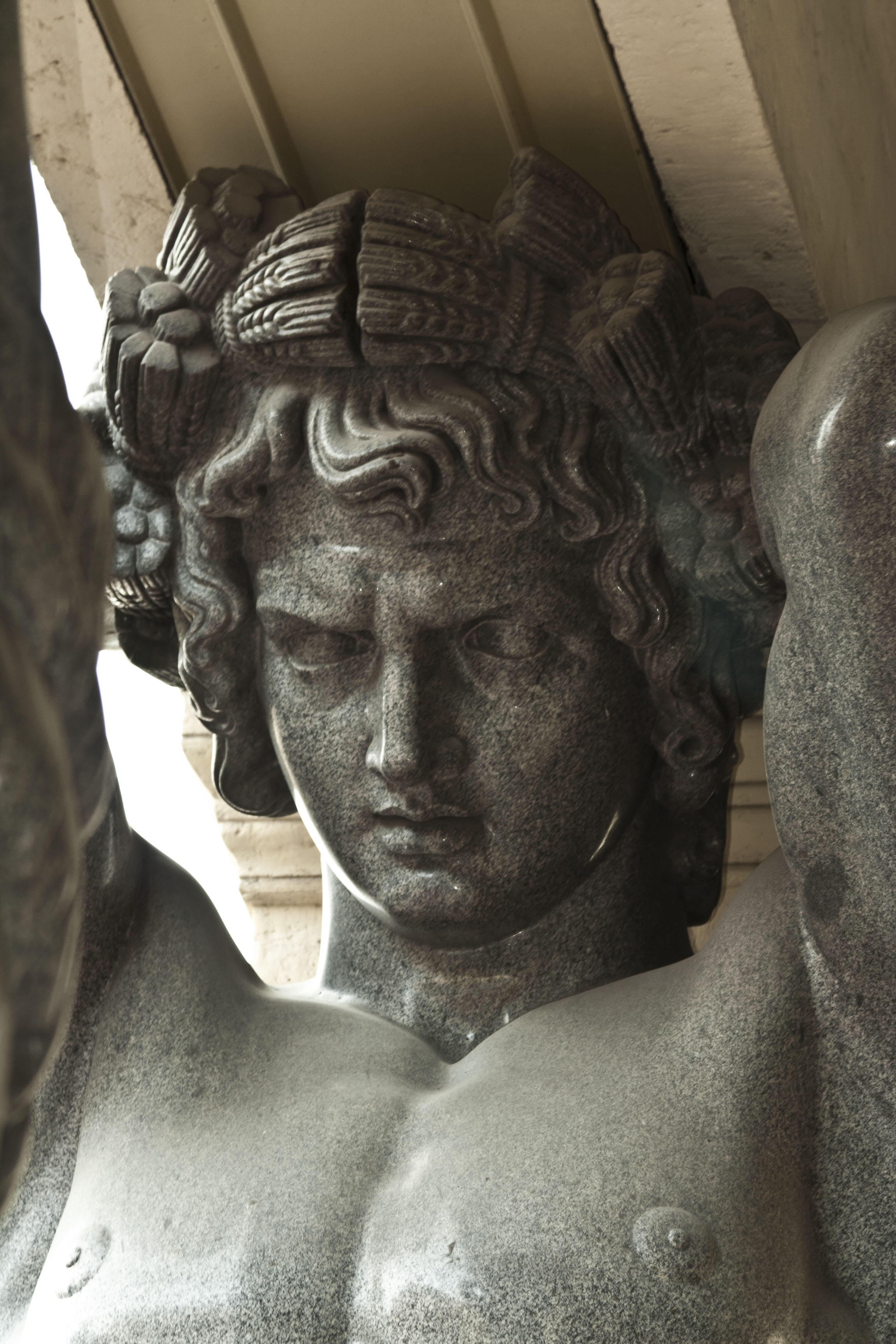

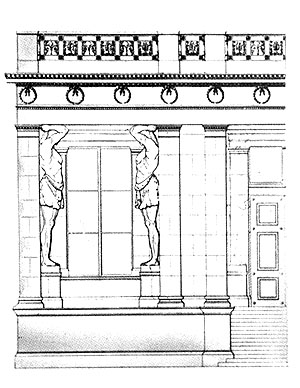
Projet de portique de Leo von Klenze en 1843

L'auteur du projet, l'architecte Leo von Klenze, avance deux conceptions possibles de portique; dans l'une il propose des figures féminines cariatides. Mais il est rejeté au cours de la discussion. L'autre projet de Klenze est réalisé sous forme de modèle réduit d'abord par le sculpteur Johan Galbig. Ce dernier envoie ce modèle depuis Munich à Saint-Pétersbourg et les atlantes y ont pris la forme de pharaons. En 1846, Alexandre Terebeniov présente son modèle complet de l'ensemble sous forme de croquis et c'est sa version qui est finalement adoptée. 
La réalisation de toutes les figures est dirigée par Alexandre Terebeniov et étalée sur une période de deux ans. Il est assisté par 150 maçons dont chacun se spécialise dans une partie du corps : les mains, les jambes, le torse… ; Terebeniov achève le travail. Celui-ci se termine le premier septembre 1848. Von Klenze achève quant à lui la construction du Nouvel Ermitage en 1850 et il écrit : « La beauté et la noblesse du style de ces sculptures, la pureté et la précision du travail, la brillance des polissages ne laissent rien à désirer et permettent d'affirmer que si les pharaons égyptiens exécutaient leurs colosses monolithiques, nos Télamons du Grand Nord n'ont rien à leur envier. »

## Détériorations

### Déformations et fissures
Les premières fissures dans les murs et parois du Nouvel Ermitage ont été décelées dans les années 1880—1890 ; bientôt, l'hypothèse a été émise, suivant lesquelles elles étaient liées à l'apparition d'un affaissement des fondations d'une partie du bâtiment du côté droit (à l'embouchure du Canal d'Hiver). Les fissures sur les statues elles-mêmes ont été observées pour la première fois en 1909. Mais de nouvelles sont apparues en 1914, 1921, 1948, 1976, 1987, 1997, 2000. Sur le côté droit du portique une fissure traverse tout le bâtiment et se prolonge jusqu'au sommet de celui-ci ; lors de la restauration une suture est réalisée.
En 1997 a été réalisée une évaluation technique de l'état et de la stabilité des éléments structurels du portique et des atlantes. Les mesures sont effectuées avec des capteurs à haute sensibilité.
Le portique est solidement ancré dans la pierre de la façade du bâtiment, tant au niveau de la plate forme supérieure que dans les fondations du sous-sol. La charge de la partie principale de l'édifice est donc plus élevée et un tassement de cette partie attire le portique vers elle. Des sédiments inégaux donnent de l'inclinaison et provoquent des déformations : en 1997, le déplacement horizontal maximum était noté à 4 cm au niveau supérieur de quatre atlantes, situés le long des axes transversaux du portique.
Les atlantes sont posés sur des socles en granite et soutiennent partiellement (avec les colonnes) le balcon du portique, au niveau de la tête et des mains. Le projet supposait que seules les colonnes seraient des éléments porteurs sans que les atlantes ne participent à l'effort. Mais les déformations de la structure du portique ont des répercussions sur les sculptures qui sont elles aussi déformées. C'est cela qui provoque des fissures surtout dans les parties supérieures et inférieures.
Sur la base des résultats de l'étude réalisée, des recommandations ont été faites par des experts : par exemple, supprimer la connexion trop rigide entre la façade et le portique et la remplacer par un système flexible de type charnière. Il a également été proposé de supprimer toute connexion entre les sculptures et les poutres. Mais il faut tenir compte du fait que ces statues doivent rester stables et il faut donc garder des connexions horizontales spéciales. La mise en œuvre pratique de ces recommandations n'a pas encore eu lieu.

### Frappes de projectiles
Pendant le siège de Leningrad, le 29 décembre 1941, un obus est tombé sur le Nouvel Ermitage (un des 30 obus d'artillerie à longue portée lancés). Un des atlantes a été gravement endommagé et porte des traces de sa blessure sur son torse.

## Photographies

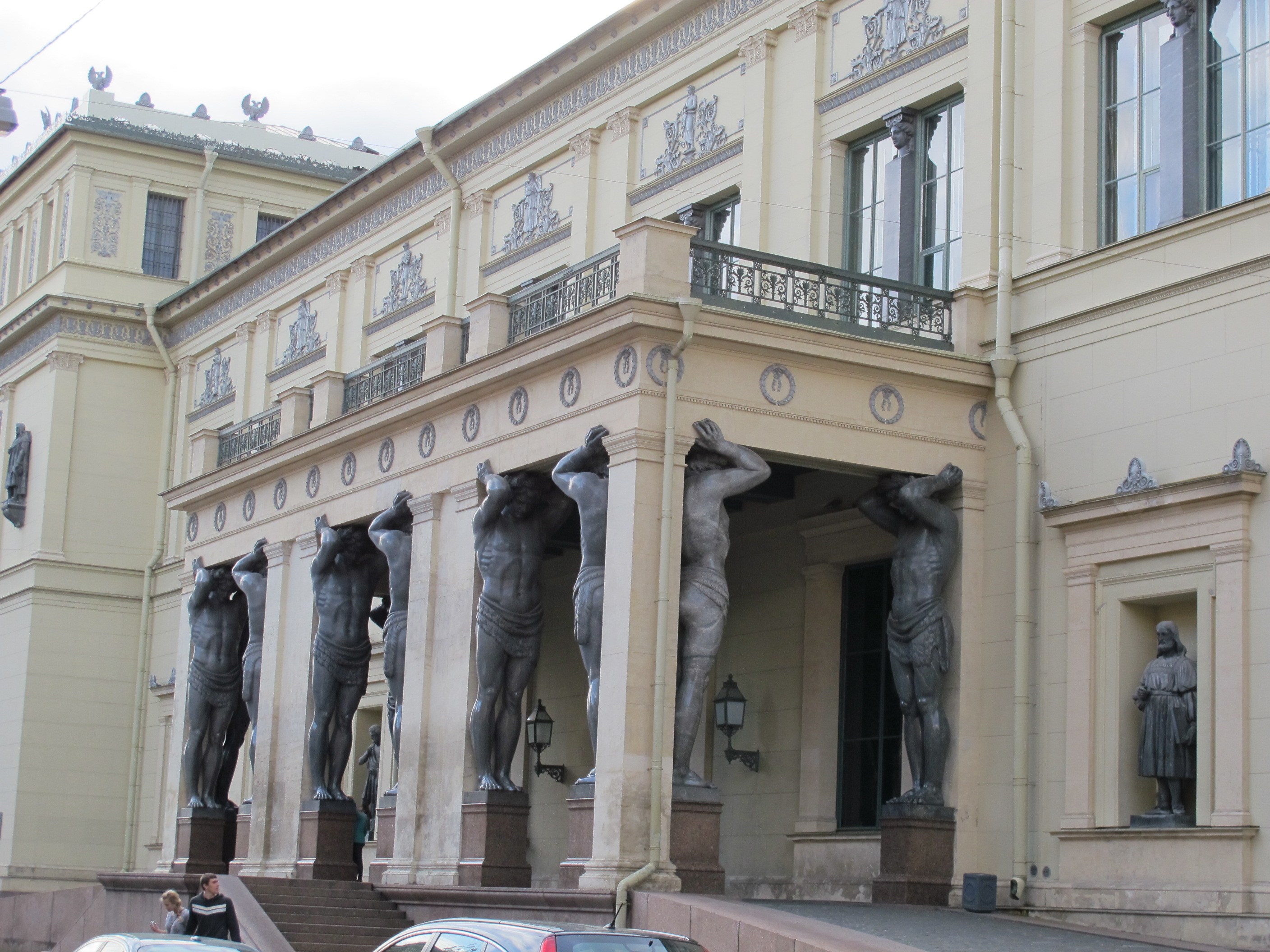
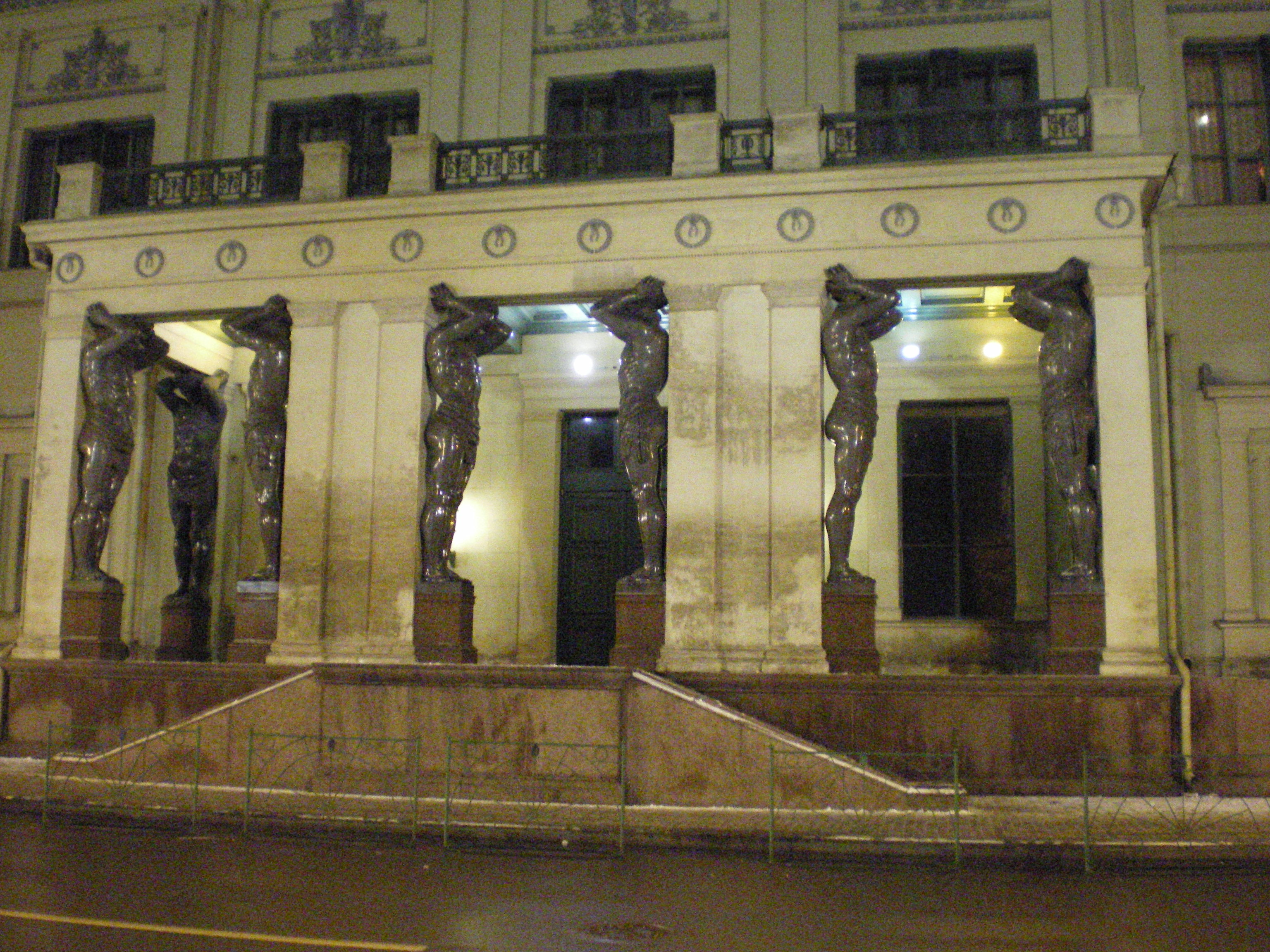
Vue sous un éclairage nocturne

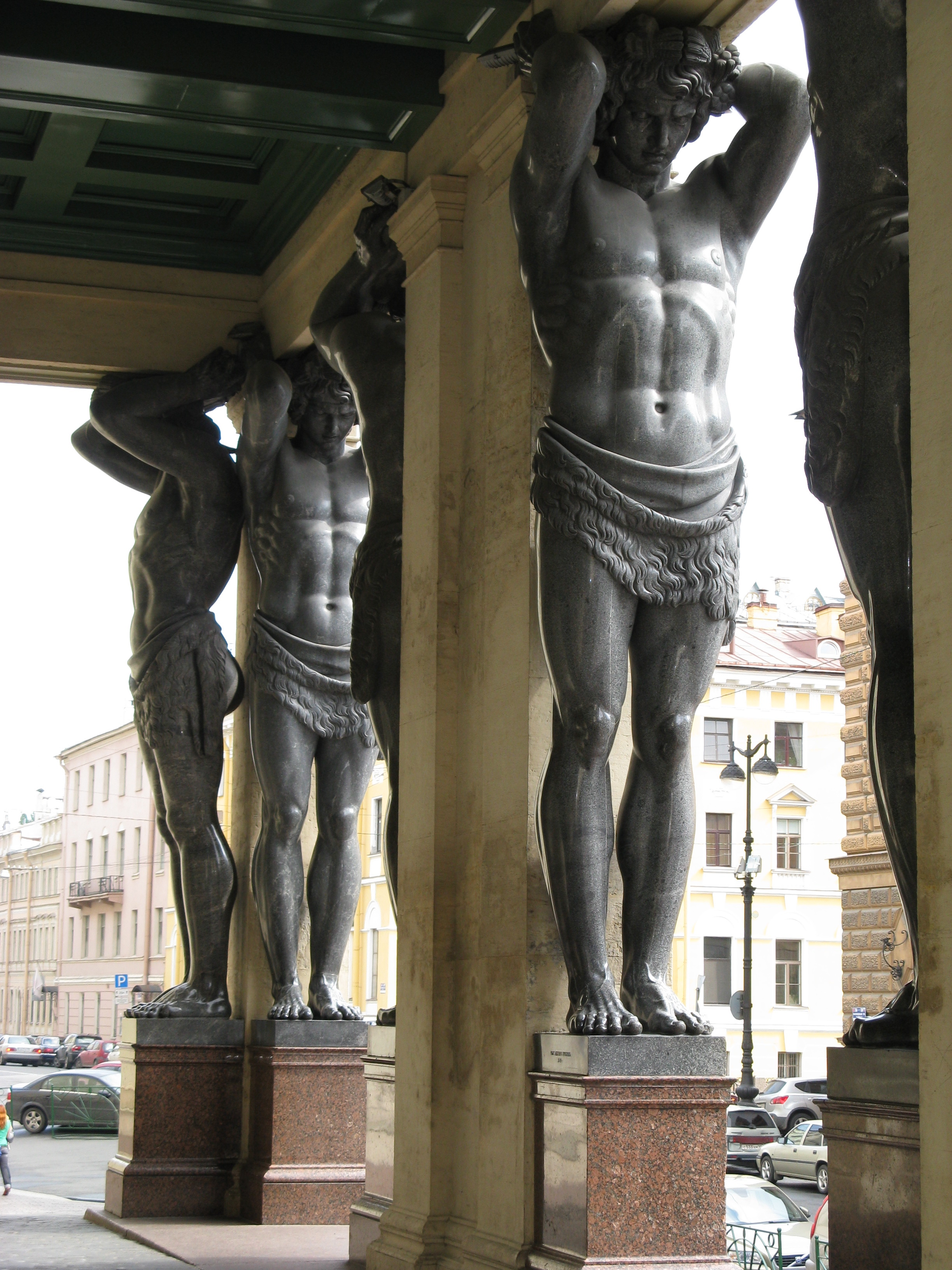
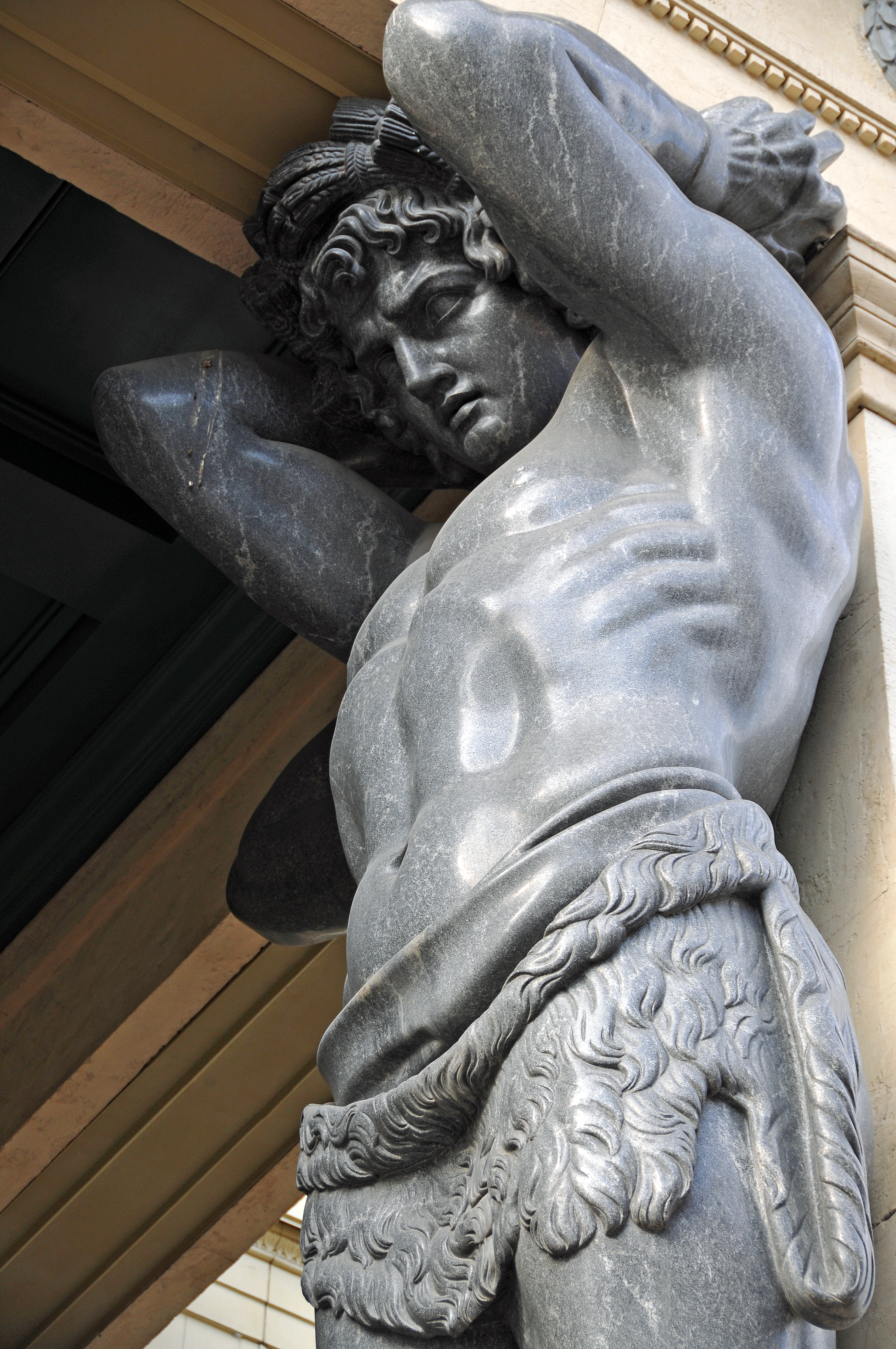
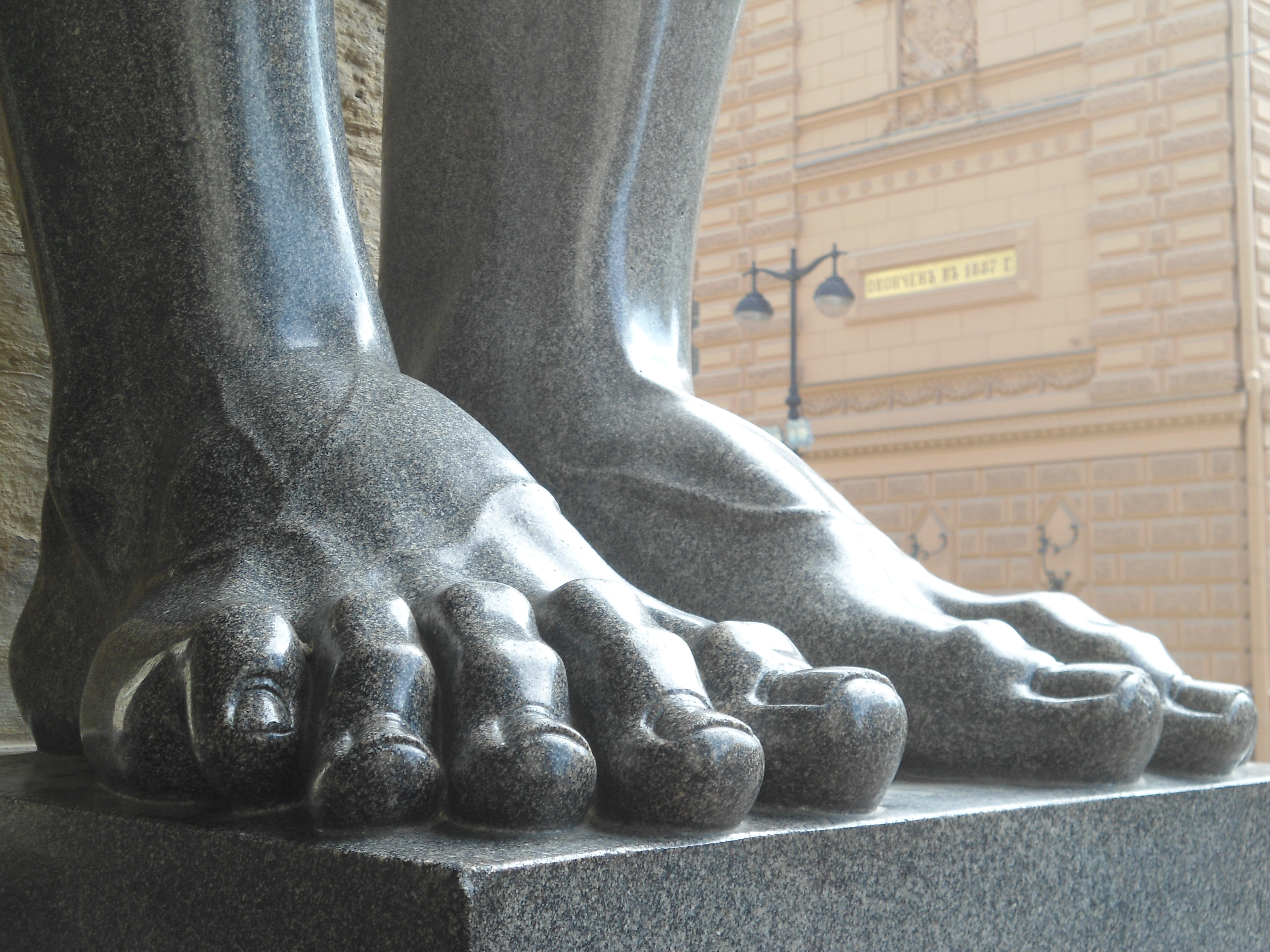

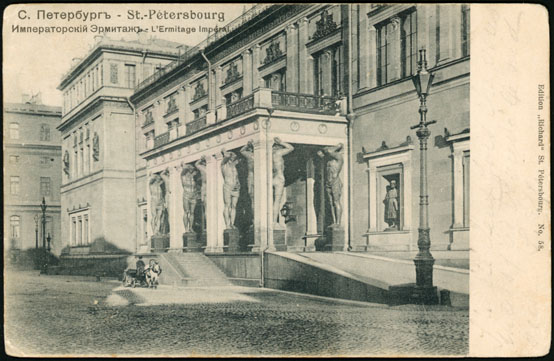
Carte postale 1900

### Histoire de la création
- (ru) Militsa Korchounova /Милица Коршунова. Новый Эрмитаж и его первая экспозиция // Revue Notre héritage /[Наше наследие|«Наше наследие»]. — № 66, 2003

### Déformations et fissures
- (ru) S. I. Alekseev /Алексеев С. И. К вопросу о деформациях фигур атлантов портика Нового Эрмитажа // «Реконструкция городов и геотехническое строительство». — № 3, 2000